# Hagerup
Hagerup er en dansk-norsk slægt, som kan føres tilbage til 1700-tallet. Slægten har især været knyttet til Trondhjem. Én gren af slægten blev adlet 1781, men uddøde allerede 1832.

## Historie
Slægten har navn efter fra landsbyen Hagerup i Jørlunde Sogn, lidt nord for Ølstykke i det centrale Sjælland.
En bonde ved navn Søren skulle, ifølge nulevende slægtninge, have taget navnet Hagerup. Søren Hagerup havde to sønner; Richard Haderup og Hans Hagerup. Richard Hagerup skulle angiveligt være migreret til Norge, hvor imod Hans Hagerup levede i Helsingør. Helt sikkert er det dog, at slægten kan føres tilbage til en Hans (Sørensen?) Hagerup, der må have levet i Helsingør i begyndelsen af det 17. århundrede. 
Hans Hagerup var far til sognepræst i Kvernes i Møre og Romsdal: Hans Hansen Hagerup (1644-1697).
Hans Hansen Hagerup blev født i Trondhjem og giftede sig med Ellen Eilersdatter Schøller (1657-1689) og fik som minimum to sønner: sognepræsten Søren Hansen Hagerup (1684-1735) og biskop Eiler Hagerup (den ældre) (1685-1743).

### Efterkommere af Søren Hagerup (1684-1735)
Sognepræst Sørgen Hagerup havde 15 børn, heriblandt kaptajn Caspar Andreas Hagerup (1715-1767), som var far til generalmajor Søren Andreas Hagerup (1745-1829). Generalmajor Søren Andreas Hagerup eneste søn, Caspar Peter Hagerup (1777-1840) var først byskriver i Kalundborg og siden borgmester i Trondhjem.
Borgmester Caspar Peter Hagerup (1777-1840) var far til kontreadmiral og statrådsmedlem Henrik Steffens Hagerup (1806-1859), som igen var far til generalinspektør for det norske kavaleri, generalmajor Henrik Steffens Hagerup (1840-1908) og til jurist, diplomat og statsminister George Francis Hagerup (1853-1921).

### Efterkommere af Eiler Hagerup den ældre (1685-1743)
Biskop Eiler Hagerup den ældres søn, Hans Hagerup (1717-1781), var stiftamtmand i Kristiansands Stift. Hans Hagerup blev optaget i den danske adel den 23. februar 1781, fire dage efter sin død, under navnet Gyldenpalm. Denne adelige gren af Hagerup-slægten uddøde allerede i 1832 med hans sønnesøn kammerjunker Andreas Dedekam Hagerup Gyldenpalm (1777-1832), som var legationssekretær i Stockholm, Madrid og Westfalen.
Andreas Dedekam Hagerup Gyldenpalm var medvirkende til den danske statsminister Frederik Moltkes afgang, da han blev arresteret i Göteborg med et brev, han havde lovet at overbringe fra Frederik Moltke til general Haxthausen i Norge, hvori Frederik Moltke udtalte sin sympati med nordmændenes oprør.
En anden søn af biskop Eiler Hagerup den ældre, vicepræses i Det Kongelige Norske Videnskabers Selskab og stiftsprovst i Trondhjem, dr. theol. Christian Frederik Hagerup (1731-1797) stiftede Det nyttige Selskab i Bergen og talte allerede i 1788 for oprettelsen af et norsk universitet.
En tredje søn, deputeret i Det vestindisk-guineiske Rente- og Generaltoldkammer, var medlem af direktionen for Det Kongelige Teater, etatsråd Eiler Hagerup 1736-1795. Eiler Hagerup var far til inspektør ved de Danneskioldske godser, forpagter af Egemarke Eiler Hagerup (1774-1829), som var far til de to brødre sprogforskeren Eiler Henning Hagerup (1817-1863) og Hans Hagerup (1832-1883), der i 1852 grundlagde bogladen (senere forlaget) i København. En butik der blev videreført og udvidet af hans søn Hans Eiler Hensemann Hagerup (1854-1928). Dennes søn, Paul Eiler Hans Nannestad Hagerup (1889-1971), videreførte boghandlen og forlaget, som dog ophørte som selvstændig virksomhed 1954.

### Efterkommere af Eiler Eilersen Hagerup (1718-1789)
En anden Hagerup-slægt nedstammer fra handelsmanden i Kristiansund Eiler Bertelsen Kongels (1665-1750) søn, dr. theol. Eiler Eilersen Hagerup (den yngre) (1718-1789). Selvom Eiler Hagerup den yngre ikke var født ind i Hagerup-slægten, gjorde hans nære forhold til blandt andre biskop Eiler Hagerup den ældre, hvis kone var Eiler Eilersen Hagerup (den yngres) kusine, at han fik tilladelse til at antage Hagerup-navnet. Eiler Hagerup den yngres søn, politikeren Edvard Hagerup (1781-1853), som blandt andet sad i både Stortinget og Lagtinget fik sønnen Herman Didrik Hagerup (1816-1900). Herman Didrik Hagerup var maltkontrollør i Bergen og giftede sig med skuespilleren og teaterdirektør August Werlighs enke, Adeline Louise (f. Falck) (1813-1907). Adeline Louise havde efter sin første mands død ledet hans teaterselskab på rejser i Danmark og Norge. I sit andet ægteskab blev hun mor til Nina Grieg, født Hagerup (1845-1935), som giftede sig med komponisten Edvard Grieg.